# António Arnaut
António Duarte Arnaut GOL • GCL (Penela, Cumeeira, 28 de janeiro de 1936 – Coimbra, Santo António dos Olivais, 21 de maio de 2018) foi um advogado, poeta e político português.
Ocupou o cargo de Ministro dos Assuntos Sociais do II Governo Constitucional.

## Biografia
Era advogado, tendo obtido a licenciatura em Direito, na Faculdade de Direito da Universidade de Coimbra, em 1959. 
Desde jovem se envolveu na oposição ao Estado Novo. Participou na comissão distrital da candidatura presidencial de Humberto Delgado, em Coimbra, em 1958, foi arguido no processo resultante da carta dos católicos a António de Oliveira Salazar, em 1959, candidato à Assembleia Nacional, pela Comissão Democrática Eleitoral, no círculo de Coimbra, nas eleições legislativas de 1969.
Militante da Acção Socialista Portuguesa desde 1965, foi cofundador do Partido Socialista, em 1973, na cidade alemã de Bad Münstereifel, tendo sido seu dirigente até 1983.
Ministro do II Governo Constitucional, formado por coligação entre o PS e o CDS de Diogo Freitas do Amaral, coube-lhe a pasta dos Assuntos Sociais, tendo nessa qualidade lançado o Serviço Nacional de Saúde.
Exerceu diversos cargos na Ordem dos Advogados, nomeadamente o de presidente do Conselho Distrital de Coimbra. É autor de um Estatuto da Ordem dos Advogados Anotado, bem como de um ensaio intitulado Iniciação à Advocacia, destinado a estudantes e jovens advogados. Em 2007, recebeu a Medalha de Honra da Ordem dos Advogados.
Foi um dos fundadores do Círculo Cultural Miguel Torga e presidente da sua Assembleia Geral.
Em 1995, fundou a Associação Portuguesa de Escritores Juristas, de que foi presidente.
Foi vogal do Conselho Superior da Magistratura.
Foi agraciado com o grau de Grande-Oficial da Ordem da Liberdade a 25 de abril de 2004, nas comemorações dos 30 anos da Revolução de 25 de Abril.
A 7 de abril de 2016, nas comemorações do Dia da Saúde, foi elevado ao grau de Grã-Cruz da Ordem da Liberdade pelo Presidente da República Marcelo Rebelo de Sousa.
Em 2016, foi nomeado presidente honorário do PS no XX congresso do partido, após a morte de António de Almeida Santos.
Faleceu nos Hospitais da Universidade de Coimbra, onde estava internado, no dia 21 de maio de 2018.

## Funções políticas
Após a Revolução de 25 de Abril, desempenhou vários cargos políticos:
- Presidente da Comissão Administrativa da Câmara Municipal de Penela;
- Deputado à Assembleia Constituinte[10];
- Deputado na Assembleia da República, de que chegou a ser Vice-Presidente;
- Ministro dos Assuntos Sociais do II Governo Constitucional, 1978, liderado por Mário Soares.

## Funções maçónicas
Foi Grão-Mestre do Grande Oriente Lusitano - Maçonaria Portuguesa, de 2002 a 2005.

## Obra publicada

### Poesia
- Versos da mocidade. 1954
- Pátria, memória antiga. 1.ª ed., 1986. 2.ª ed., 1992.
- Miniaturais outros sinais: poesia. Coimbra, Livraria Almedina, 1987.
- Conto de Job (Homenagem a Miguel Torga). 1996
- Nobre arquitectura. 1997
- Por este caminho. 1.ª ed., 1999. 2.ª ed., Coimbra, Coimbra Editora, 2000. ISBN 978-972-32-0937-2
- Do litoral do teu corpo: antologia do amor. Vila Nova de Gaia, Editora Ausência, 2003. ISBN 978-989-553-009-0
- Recolha poética (1954-2004). Coimbra, Coimbra Editora, 2004. ISBN 978-972-32-1234-1

### Ficção
- Rude tempo, rude gente. 1.ª ed. 1985. 2.ª ed. 1995.
- A viagem: contos do absurdo. Coimbra, Livraria Almedina, 1988.
- Ossos do ofício. 1.ª ed., Coimbra, Fora do Texto, 1990. 2.ª ed., Coimbra, Coimbra Editora, 2002. ISBN 978-972-32-1093-4
- Rio das sombras. Coimbra, Coimbra Editora, 2007. ISBN 978-972-32-1533-5[13]

### Poesia e ficção
- O pássaro azul: contos e poemas de Natal. Coimbra, Coimbra Editores, 1998. ISBN 972-32-0857-1
- As Noites Afluentes ISBN 978-972-32-1045-3

### Ensaio e outras
- Serviço Nacional de Saúde: uma aposta no futuro, 1978.
- A condição portuguesa no Diário de Miguel Torga (Conferência), 1984.
- Onze anos depois de Abril - Reflexão Política, 1985.
- Para uma visão diacríptica do romance com Miguel Torga. Coimbra, Gráfica de Coimbra, 1985[14].
- O dia do encontro - No 40.º aniversário da D. U. D. do Homem (Conferência), 1989.
- Protótipos Torguianos (Conferência), 1990.
- Estudos Torguianos. 1.ª ed., 1992. 2.ª ed., 1997.
- Iniciação à advocacia: história, deontologia, questões práticas. 1.ª ed., 1993. 9.ª ed., Coimbra, Coimbra Editora, 2006. ISBN 978-972-32-1440-6
- Introdução à maçonaria. 1.ª ed., 1996. 5.ª ed., Coimbra, Coimbra Editora, 2006. ISBN 978-972-32-1416-1
- Estatuto da Ordem dos Advogados: anotado. 1.ª ed., 1996. 10.ª ed., Coimbra, Coimbra Editora, 2006. ISBN 978-972-32-1409-3
- Entre o esquadro e o compasso: três intervenções. 1999.
- Ética e Direito: algumas questões concretas. Coimbra, Livraria Mateus, 1999. ISBN 972-98263-0-7
- Vencer a morte: conferência (seguida de três poemas). Coimbra, Coimbra Editora, 2001. ISBN 978-972-32-1007-1
- Fernando Pessoa e a Maçonaria. Lisboa, Grémio Lusitano, 2005.

### Antologias
Participou na organização das seguintes antologias:
- Imaginários Portugueses: antologia de autores portugueses contemporâneos. Com outros. Coimbra, Fora do Texto, 1992.
- Cântico em Honra de Miguel Torga. Com Rui Mendes. Coimbra, Fora do Texto, 1996.

### Fonte das obras publicadas
As obras publicadas foram identificadas na Base Nacional de Dados Bibliográficos (PORBASE) e no livro de António Arnaut Introdução à maçonaria.